# Hetynja
Hetynja, česky také Hetenie, ukrajinsky Гетиня, maďarsky Tiszahetény, je osada, část obce Čepa v Pyjterfolvivské vesnické komunitě, v okrese Berehovo, v Zakarpatské oblasti Ukrajiny. V roce 2025 v této osadě žilo 753 obyvatel.

## Historie
Za rok založení vsi je považován rok 1241, kdy je v uherských kronikách uváděna pod názvy Hetény, Tiszahetény.  Po rozpadu Rakousko-Uherska se ves stala součástí Československa. Po skončení druhé světové války byla postoupena Sovětskému svazu a stala se součástí Ukrajinské sovětské socialistické republiky. V roce 1991 se stala součástí samostatné Ukrajiny,